# 三遊亭京楽
三遊亭 京楽（さんゆうてい きょうらく、1964年1月11日 - ）は、日本の落語家である。円楽一門会所属。

## 経歴
- 1964年、神奈川県横浜市に産まれる。
- 1986年、京都学園大学経済学部卒業。在学中に、水墨画、上方落語を学ぶ。
- 1988年、5代目三遊亭圓楽に入門。
- 1990年、二ツ目昇進。
- 1992年、三遊亭真楽、三遊亭好太郎、三遊亭楽松、三遊亭竜楽、三遊亭良楽、三遊亭愛楽と共に真打に昇進。[1]